# Джен Карсън
Джен Карсън (на английски: Jan Carson) е северноирландска писателка на произведения в жанра социална драма.

## Биография и творчество
Джен Карсън е родена на през 1980 г. в Балимина, Северна Ирландия. Получава бакалавърска степен по английска филология от Белфасткия кралски университет, след това получава магистърска степен по теология от Университета на Сейнт Андрюс. Две нейни пиеси са продуцирани за сцената в Белфаст и получава литературна стипендия от Съвета по изкуствата на Северна Ирландия.
Първият ѝ роман „Малкълм Ориндж изчезва“ е издаден през 2014 г. и получава одобрението на критиката. В периода 2014 – 2015 г. си сътрудничи с текстописката Хана Макфилими, за да продуцират миниалбум с песни, базирани на романа, а песните са представени на музикални и литературни фестивали в Европа. През 2016 г. е издаден сборникът ѝ „Децата на децата“, а през 2017 г. сборникът ѝ с кратка проза „Истории от пощенски картички“. През 2015 г. тя изпраща 365 пощенски картички с микроистория в тях до приятели и роднини всеки ден. Сборникът ѝ „Истории от пощенски картички“ е селекция от 52 микроистории със събития и хора свързани с Белфаст. През 2018 г. става първият роуминг писател на Ирландския писателски център, който работи с амбициозни автори, които също създават „истории за пощенски картички“. Нейни разкази са публикувани в различни литературни списания.
През 2019 г. е издаден романът ѝ „Подпалвачите“. Основната история е за двама бащи, живеещи в Белфаст по време на лято на дълбоко недоволство и социални вълнения. На фона на бунтове и палежи, всеки от двамата е изправен пред личната си криза. Джонатан Мъри неочаквано се е оказал самотен родител с невръстна дъщеря и се притеснява дали тя не е наследила смъртоносната сила на майка си, Сирена. Сами Агню вижда. в порасналия си син Марк онези убийствени черти, които той самият е притежавал като млад. Открива, че синът му Марк е вдъхновителят на насилието и пожарите, което му поставя дилемата дали да го предаде на полицията. Пътищата им се пресичат в лекарската хирургия и всеки поема към решението си. Книгата получава наградата за литература на Европейския съюз за 2019 г.
От 2023 г. е избрана за член е на Кралското литературно общество.
Джен Карсън живее в Белфаст, където организира арт събития за възрастни хора, особено за хора с деменция.

## Произведения

### Самостоятелни романи
- Malcolm Orange Disappears (2014)[1][2]
- The Fire Starters, (2019) – награда за литература на ЕС[3]
Подпалвачите, изд.: ИК „Персей“, София (2023), прев. Дарина Фелонова
- The Raptures (2021)[5]

### Новели и разкази
- The Last Resort (2021)[1]
- The Leaving Place (2021)

### Сборници
- Children’s Children (2016)[1][2]
- Postcard Stories (2017)[5]
- A Little Unsteadily Into Light (2022)
- Quickly, While They Still Have Horses (2024)